# Conca della Campania
Conca della Campania là một đô thị ở tỉnh Caserta trong vùng Campania của Ý, có vị trí cách khoảng 60 km về phía tây bắc của Napoli và khoảng 40 km về phía tây bắc của Caserta. Tại thời điểm ngày 31 tháng 12 năm 2004, đô thị này có dân số 1.385 người và diện tích là 26.6 km².
Conca della Campania giáp các đô thị: Galluccio, Marzano Appio, Mignano Monte Lungo, Presenzano, Roccamonfina, Tora e Piccilli.